# Michael Hoppenhaupt
Michael Hoppenhaupt (* 1657 in Robür auf Lolland, Dänemark; † 23. Juli 1710 in Merseburg) war ein dänischer Bildhauer in der Zeit des Barock.

## Leben
Der in Dänemark bauhandwerklich ausgebildete Michael Hoppenhaupt ist seit 1680 in Merseburg nachweisbar. Dort heiratete er 1682 Regina Beyer und erhielt am 24. April 1685 die Bürgerrechte. Zu seinen ersten Arbeiten gehörte die Erneuerung des Damms am Gotthardteich und der Bau des zweigeschossigen Fischhauses zwischen 1689 und 1691 sowie eines dreigeschossigen Wohnhauses in der Domstraße.
Neben wenigen Hausbauten beschäftigte er sich vor allem mit der Ausstattung von Kirchen.  Den heute nur noch in Teilen erhaltenen Hochaltar der Stadtkirche St. Maximi schuf Hoppenhaupt zwischen 1684 und 1686 sowie das Kruzifix am Altar der Neumarktkirche St. Thomae 1692. In Leipzig stattete er die Matthäikirche 1698/99 mit Kanzel, Altar sowie zwei Figuren am Portal aus und fertigte die Dekorationsarbeiten am Gestühl. Zudem werden ihm auf dem Merseburger Friedhof St. Maximi, dem Alten Johannisfriedhof in Leipzig und der Stadtkirche von Lauchstädt einige Grabmale und Grabsteine zugeschrieben.

## Familie
Michael Hoppenhaupt gilt als Stammvater der noch über zwei weitere Generationen reichenden Bildhauer- und Baumeisterfamilie. Nach seinem Tod 1710, übernahm der Sohn Johann Michael die väterliche Werkstatt in Merseburg, dem 1751 dessen jüngster Sohn Moritz Ehrenreich folgte. Zwei weitere künstlerisch tätige Enkel waren die Zierratenbildhauer Johann Michael (der Ältere) und Johann Christian (der Jüngere). Sie wirkten vor allem in Preußen zur Zeit Friedrichs II. und waren maßgeblich am Dekorationsstil des so genannten „Friderizianischen Rokoko“  beteiligt.